# جون أرمسترونغ (فيلسوف)
جون أرمسترونغ (بالإنجليزية: John Armstrong)‏ هو فيلسوف بريطاني، ولد في 1966 في غلاسكو في المملكة المتحدة.